# Katej
Katej (auch: Kattiej, Ariettsu, Ariettsu Island, Ariettsu-tō) ist eine Insel des Ailinglaplap-Atolls in der Ralik-Kette im ozeanischen Staat der Marshallinseln (RMI).

## Geographie
Das Motu liegt im Nordsaum des Riffs zwischen Beran (Berangu, O) und Bekan (W) an der Naucharin Passage (Nanjare, Naucharin-Suido).

## Klima
Das Klima ist tropisch heiß, wird jedoch von ständig wehenden Winden gemäßigt. Ebenso wie die anderen Orte der Ailinglaplap-Gruppe wird Katej gelegentlich von Zyklonen heimgesucht.